# توماس مارتينيز (لاعب كرة قدم)
توماس مارتينيز (بالإسبانية: Tomás Martínez)‏ (7 مارس 1995 ببيكار في الأرجنتين - ) هو لاعب كرة قدم أرجنتيني في مركز الوسط. شارك مع منتخب الأرجنتين تحت 20 سنة لكرة القدم. أما مع النوادي، فقد لعب مع ديفنسا خوستيكا وريفر بليت ونادي تينيريفي.

## وصلات خارجية
- توماس مارتينيز على موقع الاتحاد الدولي (مؤرشف)  (الإنجليزية)
- توماس مارتينيز على موقع إي إس بي إن إف سي (الإنجليزية)
- توماس مارتينيز على موقع قاعدة بيانات كرة القدم.إي يو (الإنجليزية)
- توماس مارتينيز على موقع Soccerway.com (الإنجليزية)
- توماس مارتينيز على موقع عالم كرة القدم.نت (الإنجليزية)
- توماس مارتينيز على موقع AS.com (الإسبانية)